# Robert Falcon Scott
Robert Falcon Scott, CVO (Plymouth, 6 de junho de 1868 — c. 29 de março de 1912) foi um oficial da Marinha Real Britânica e um explorador que liderou duas expedições à Antártida: a Expedição Discovery (1901–04) e a Expedição Terra Nova (1910–13). Durante este segundo empreendimento, Scott esteve à frente de um grupo de cinco homens que chegaram ao Polo Sul em 17 de janeiro de 1912, apenas para verificar que tinham sido ultrapassados pelo norueguês Roald Amundsen na sua própria expedição. Na sua viagem de regresso, Scott e os seus quatro companheiros, pereceram devido a uma combinação de exaustão, fome e frio extremo.
Antes de ser escolhido para liderar a Expedição Discovery, Scott tinha seguido a carreira habitual de um oficial de marinha britânico, em tempo de paz, na Era vitoriana, onde as oportunidades de progresso profissional eram limitadas e intensamente procuradas por oficiais ambiciosos. Foi uma oportunidade de distinção pessoal que levou Scott a candidatar-se ao comando do Discovery, e não um especial desejo de exploração polar. No entanto, o seu nome iria ficar para sempre ligado à Antártida, o campo de trabalho onde iria atuar nos últimos doze anos da sua vida.
No seguimento das notícias da sua morte, Scott tornou-se um herói britânico, um estatuto mantido por mais de 50 anos, e refletido pelos muitos memoriais erigidos por toda a sua nação. Nas décadas finais do século XX, o seu nome voltou a ser alvo de atenção devido às causas da tragédia da sua morte, e da dos seus companheiros, e do nível de culpabilidade pessoal de Scott. Depois de se ter mantido intocável durante vários anos, Scott passou a ser uma figura controversa, alvo de várias questões acerca do seu carácter e competências. Historiadores e críticos do início do século XXI têm, contudo, olhado para Scott de um modo mais positivo, dando especial destaque à sua coragem pessoal e estoicismo, enquanto reconheciam os seus erros, mas apontando o destino dramático da sua expedição final ao fator falta de sorte.

## Primeiros anos

### Família

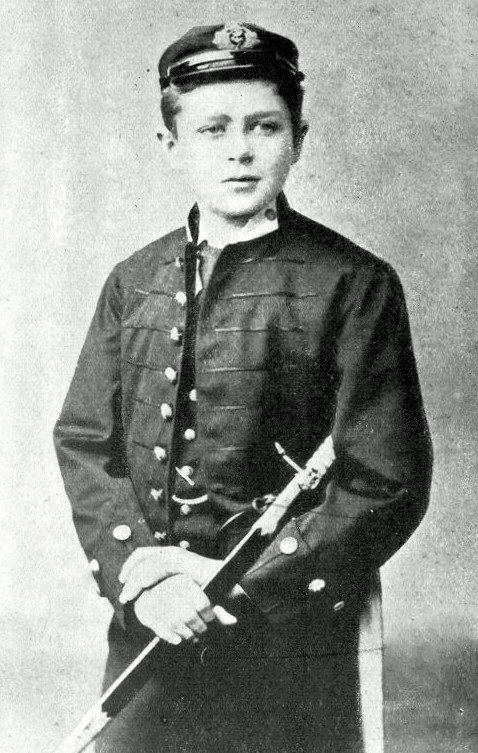
Scott aos treze anos.

Scott nasceu no dia 6 de junho de 1868, terceiro de seis filhos, de John Edward Scott e Hannah Cuming em Stoke Damerel, perto de Devonport, Devon. Embora o seu pai fosse cervejeiro e magistrado, havia tradições navais e militares na família: o avô de Scott, e quatro tios, tinham servido na marinha ou no exército. Os rendimentos de John Scott provinham de uma pequena cervejaria própria em Plymouth, que ele tinha herdado do seu pai, e que  depois vendeu. Anos mais tarde, quando Scott estava a prosseguir a sua carreira naval, a família passou por sérios reveses financeiros, mas a sua juventude foi passada em conforto.
De acordo com a tradição da família, Robert e o seu irmão mais novo, Archibald, estavam predestinados a carreiras nas forças armadas. Robert passou quatro anos num colégio local antes de ser enviado para Stubbington House School, em Stubbington, Hampshire, uma escola preparatória para entrada no ensino superior, que preparava os candidatos para os exames de entrada para o navio-escola HMS Britannia, em Dartmouth. Depois de ter passado nos exames, Scott, de treze anos de idade, deu início à sua carreira naval em 1881, como cadete.

### Início da carreira naval
Em julho de 1883, Scott passou ao posto de Guarda-marinha, o sétimo. Em outubro rumou para a África do Sul para se juntar ao HMS Boadicea, o navio-almirante da esquadra do Cabo, o primeiro de vários navios onde ele serviu durante os anos como aspirante-de-marinha. Enquanto se encontrava estacionado em St Kitts, Índias Ocidentais, no HMS Rover, teve o seu primeiro encontro com Clements Markham, então Secretário da Real Sociedade Geográfica (RSG), que teria um papel fulcral nos últimos anos da carreira de Scott. Neste encontro, a 1 de março de 1887, Markham assistiu à vitória do cúter de Scott, na corrida dessa manhã pela baía. Markham tinha o hábito de agir como “observador” junto de jovens oficiais de marinha para avaliar da sua capacidade para a exploração polar futura. Ficou impressionado pela inteligência de Scott, assim como pelo seu entusiasmo e charme.
Em março de 1888, Scott passou nos exames para sub-tenente, com quatro certificados de primeira classe, num total de cinco. A sua carreira progrediu, de forma regular, prestando serviços em vários navios, e sendo promovido a tenente em 1889. Em 1891, depois de uma longa estada em águas estrangeiras, candidatou-se ao curso de torpedo, de dois anos, no HMS Vernon, um passo muito importante para a sua carreira. Acabou o curso com certificados de primeira classe, tanto em exames teóricos como práticos. No Verão de 1893, Scott, ao comando de um barco-torpedo, encalhou, o que lhe valeu uma pequena repreensão.

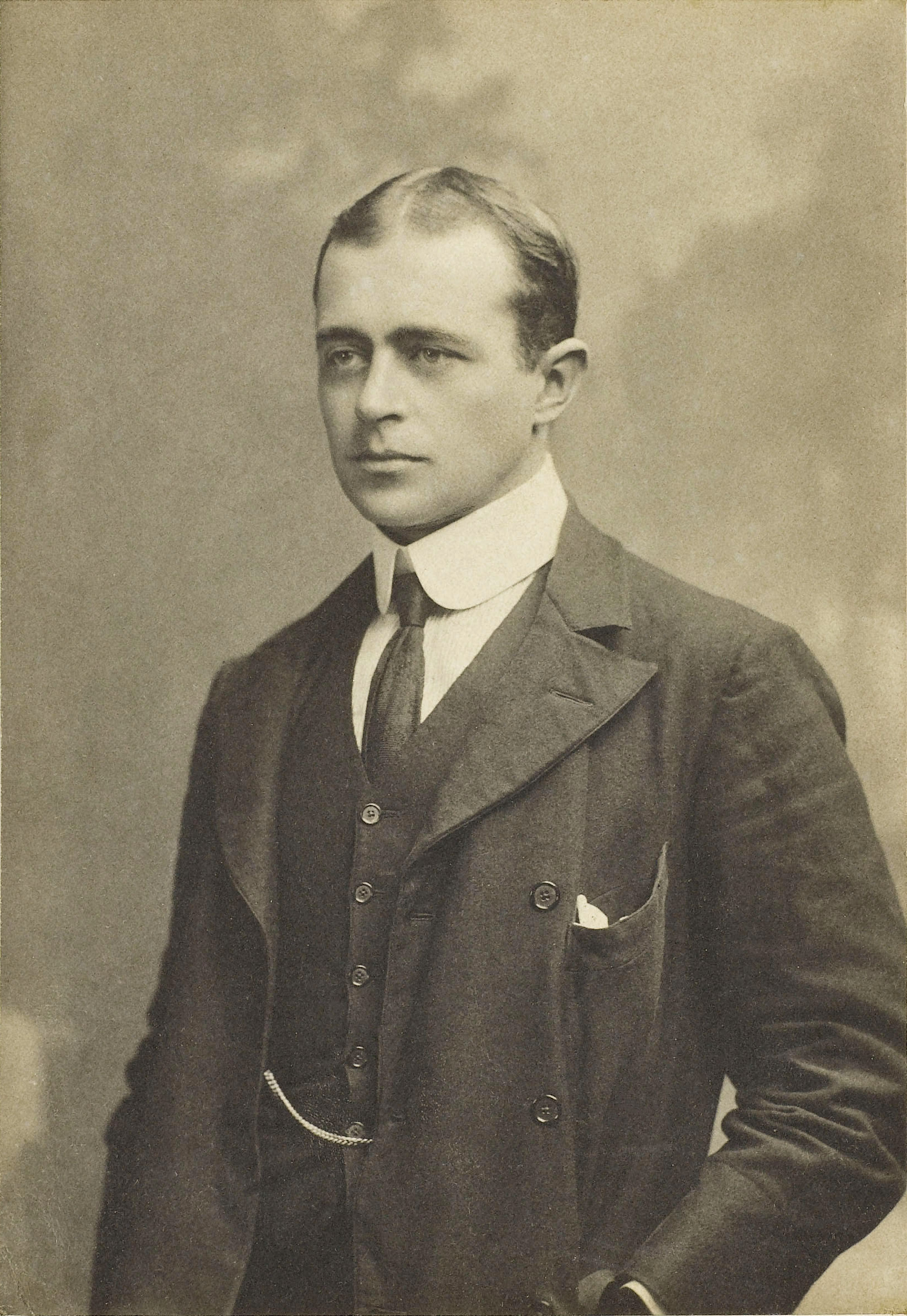
Scott, jovem adulto

Durante o trabalho de pesquisa para a sua biografia dupla de Scott e Roald Amundsen, o historiador polar Roland Huntford investigou um possível escândalo na fase inicial da carreira naval de Scott, ocorrido no período 1889–90, quando este era tenente no HMS Amphion. De acordo com Huntford, Scott "desaparece dos registros navais " num período de oito meses, de meados de agosto de 1889 até 26 de março de 1890. Huntford pensa que se terá tratado de um envolvimento com uma mulher casada norte-americana, encobrimento, e proteção dos oficiais superiores. O biógrafo David Crane acha que o período terá sido inferior, onze semanas, mas não consegue encontrar um porquê. Crane discorda da ideia de proteção dos oficiais superiores argumentando que Scott não era assim tão importante, ou com boas ligações, para merecer o encobrimento. A documentação que poderia fazer alguma luz sobre este assunto desapareceu dos registros do Almirantado.
Em 1894, enquanto prestava serviço como oficial especialista em torpedos no navio depósito HMS Vulcan, Scott soube do drama financeiro que tinha atingido a sua família. John Scott, depois de ter vendido à sua cervejaria e de ter investido de forma desorganizada o dinheiro obtido, tinha perdido todo o seu capital e estava, virtualmente, falido. Aos 63 anos de idade, e com pouca saúde, teve de aceitar o lugar de gerente de uma cervejaria, e mudou-se com a família para Shepton Mallet, Somerset. Três anos mais tarde, enquanto Robert prestava serviço no navio-almirante da esquadra do Canal da Mancha, HMS Majestic, John Scott morreu vítima de doença coronária, dando origem a mais problemas familiares. Hannah Scott e as suas duas filhas solteiras, ficaram dependentes do salário de Scott e do irmão mais novo Archie, que tinha deixado o exército e ingressado no serviço colonial, mais bem pago. A morte de Archie no outono de 1898, depois de ter contraído febre tifoide, significava que toda a responsabilidade financeira para a família, dependia de Scott.
Ser promovido, e ganhar mais, tinha-se tornado uma preocupação para Scott. No início de junho de 1899, de licença, encontrou, por acaso, em Buckingham Palace Road, em Londres, Clements Markham (cavaleiro e presidente da RSG), e ficou a saber de um projeto de expedição antártica patrocinada pela Real Sociedade Geográfica. Era uma oportunidade para um lugar de comando e uma hipótese de se distinguir. O que se passou entre eles naquele dia, não se sabe, mas alguns dias mais tarde, a 11 de junho, Scott apareceu na casa de Markham e candidatou-se ao lugar de líder da expedição.

## ExpediçãoDiscovery, 1901–1904

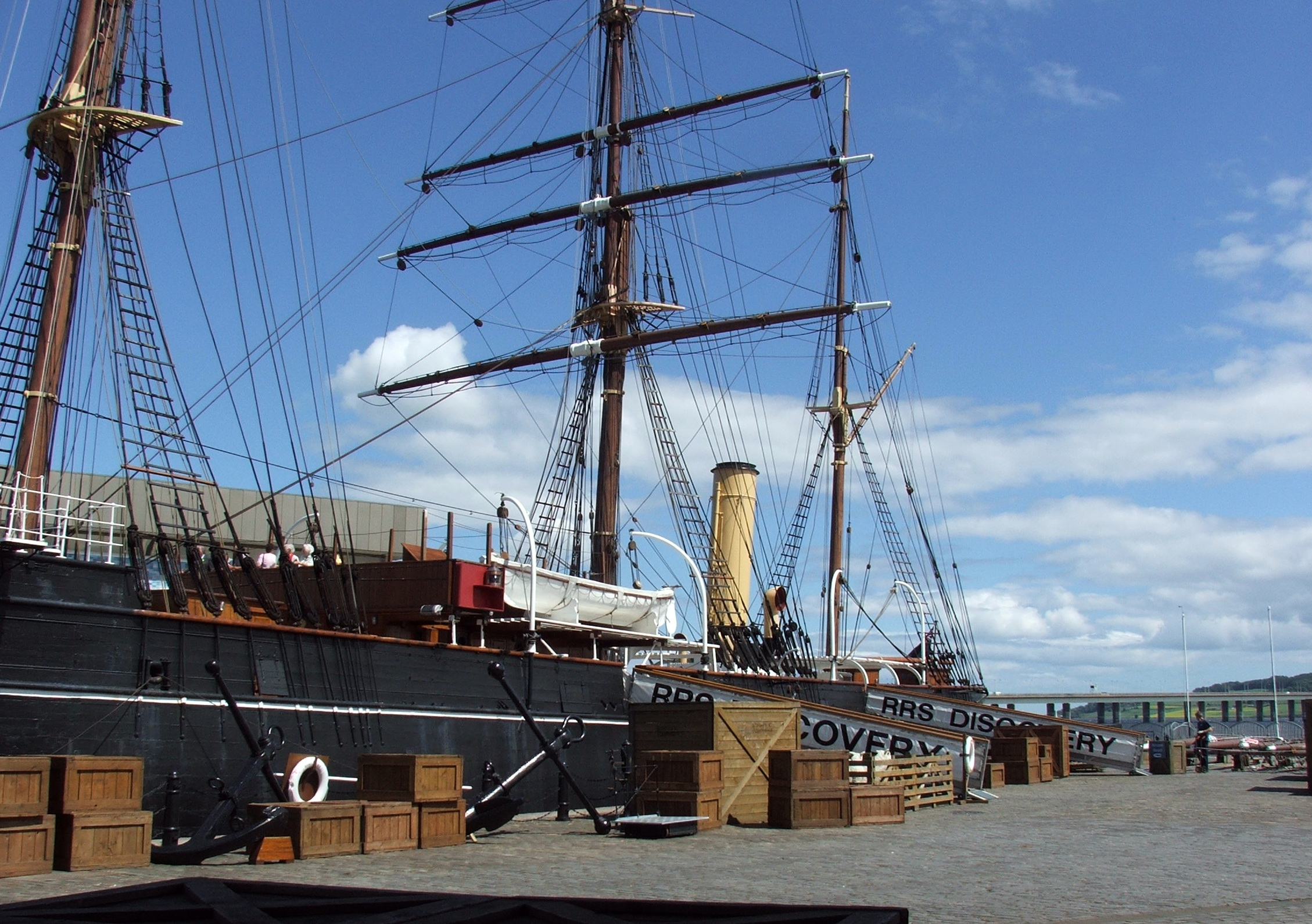
O Discovery em 2005 no seu porto de Dundee

A Expedição Antártica Nacional Britânica, mais tarde conhecida por Expedição Discovery, foi um projeto conjunto entre a RSG e a Royal Society. Um sonho de longa data de Markham, exigia que fossem aplicadas todas as suas capacidades e vontade de levar a expedição a bom porto, sob comando naval e com uma tripulação maioritariamente da marinha. Scott poderá não ter sido a primeira escolha de Markahm para o seu líder mas, depois de o escolher, Markham continuaria sempre seu apoiante. Em relação à abrangência de responsabilidades de Scott, verificaram-se algumas discussões com a Royal Society a pressionar para que fosse um cientista o responsável pelo programa da expedição, enquanto Scott ficava apenas com o comando do navio. No final, contudo, foi a opinião de Markham que prevaleceu; Scott recebeu o comando total, e foi promovido a capitão-de-fragata antes de o Discovery rumar para a Antártida a 6 de Agosto de 1901. O rei Eduardo VII, que mostrou um interesse especial na expedição, visitou o "Discovery" um dia antes de este deixar a costa britânica em Agosto de 1901, e, durante a visita, atribuiu-lhe o título de Membro da Real Ordem Vitoriana, um presente pessoal.
Apesar de não terem experiência no Ártico ou na Antártida, os 50 membros do grupo tiveram alguma formação em equipamentos e técnicas antes de o navio partir. Foram levados cães e esquis, mas praticamente ninguém sabia com os utilizar. Segundo Markham, o profissionalismo foi considerado menos louvável do que a "aptidão não forçada", e, possivelmente, Scott foi influenciado pela crença de Markham. No primeiro dos dois anos em que o Discovery passou no gelo, aquela indiferença foi severamente testada, à medida que a expedição lutava por enfrentar os desafios de um território desconhecido. Durante uma das primeiras tentativas de andar no gelo, uma tempestade de neve apanhou os membros da expedição desprevenidos nas suas tendas, e a decisão de as deixar resultou na morte de George Vince, que caiu de um precipício a 11 de março de 1902.

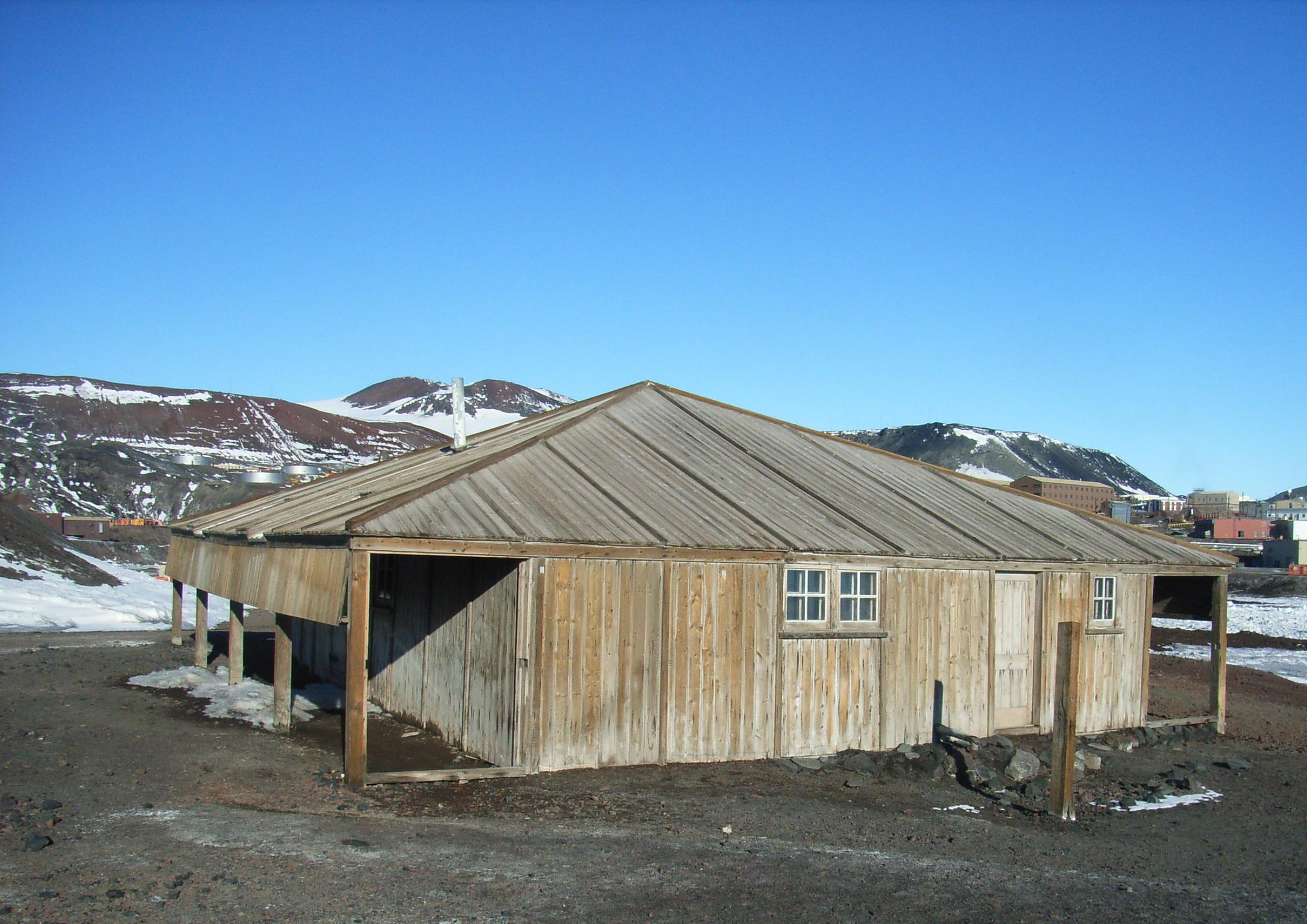
A cabana Discovery em Hut Point

A expedição tinha objetivos científicos e de exploração; este último incluía uma viagem ao sul, em direção ao Polo Sul. Esta marcha, realizada por Scott, Ernest Shackleton e Edward Wilson, levou-os até uma latitude de 82° 17′ S, cerca de 530 miles (850 km) do polo. A difícil marcha de regresso causaria um colapso físico a Shackleton e a sua saída antecipada da expedição. O segundo ano mostrou progressos na área técnica, culminando na viagem que Scott efetuou a oeste, e onde descobriu o Planalto Antártico. Este facto foi descrito como "uma das maiores viagens polares". Os resultados científicos da expedição incluem importantes resultados nas áreas da biologia, zoologia e geologia. Algumas das leituras meteorológicas e magnéticas, contudo, foram posteriormente criticadas como amadoras e incorretas.
No final da expedição, foi preciso a ajuda de dois navios de resgate e a utilização de explosivos para libertar o Discovery do gelo. No rescaldo da expedição, Scott não ficou convencido da vantagem de utilizar cães e esquis nas viagens pelo gelo. Nos anos seguintes, continuou a expressar a sua preferência britânica por trenós puxados pelo homem, uma opinião que ele manteria até tarde, na sua carreira como explorador da Antártida. A sua insistência em aplicar as formalidades da Marinha Real, provocou algumas relações mais difíceis com os membros do contingente mercante do navio, muitos das quais partiriam para casa no primeiro navio de apoio, em março de 1903. Ao segundo-no-comando, Albert Armitage, um oficial mercante, foi-lhe proposto regressar a casa, mas decidiu ficar por considerar a proposta um desrespeito. Armitage também considerou que a decisão de enviar Shackleton para casa, no navio de apoio, tinha por base a animosidade entre este e Scott, e não o colapso de Shackleton, propriamente dito. Embora mais tarde a relação entre Scott e Shackleton fosse difícil, principalmente no campo da exploração polar, em público o seu relacionamento era cordial; Scott juntar-se-ia em recepções oficiais, em homenagem a Shackleton, quando este regressou, em 1909, da Expedição Nimrod, e os dois homens acabaram por trocar cartas, educadamente, sobre as suas ambições, em 1909–10.

## Entre expedições

### Herói popular
O Discovery regressou a Inglaterra em setembro de 1904. A expedição tinha influenciado a imaginação popular, e Scott tornou-se o seu herói. Recebeu diversas homenagens e medalhas, incluindo muitas dos territórios ultramarinos, e foi promovido à patente de capitão. Foi convidado para ir ao Castelo de Balmoral, onde o rei Eduardo VII lhe atribuiu o título de Comandante da Real Ordem Victoriana (CVO).
Os seguintes de Scott foram bastante atarefados. Durante mais de um ano foi alvo de homenagens públicas, palestras e da elaboração do relato da expedição, The Voyage of the Discovery. Em Janeiro de 1906, voltou à sua carreira na marinha a tempo inteiro, primeiro como Diretor-Assistente da Naval Intelligence no Almirantado Britânico, e, em  Agosto, como capitão do navio-almirante do contra-almirante Sir George Egerton, no HMS Victorious. Scott frequentava, agora, os mais altos círculos sociais — um telegrama enviado a Markham, em fevereiro de 1907, refere encontros com a rainha e com o príncipe de Portugal, e uma carta enviada para sua casa cita um almoço com o Comandante-em-Chefe da Frota príncipe Henrique da Prússia.

### Disputa com Shackleton
Em 1906, Scott sondou a RSG sobre a possibilidade de efetuar uma nova expedição à Antártida. Entretanto, Scott soube que Ernest Shackleton tinha anunciado os seus próprios planos para viajar até à base do Discovery, estreito de McMurdo e, a partir daí, seguir para o Polo Sul. Scott afirmou, numa primeira de muitas cartas a Shackleton, que a área à volta de McMurdo era o seu "campo de trabalho" e que tinha direitos, até quando o desejasse, e que Shackleton deveria trabalhar a partir de outro local. Nesta carta, tinha o apoio do zoólogo do Discovery, Edward Wilson, que acrescentou que os direitos de Scott se estendiam por todo o setor do mar de Ross. Shackleton recusou-se a aceitar esta ideia. Por fim, para terminar o impasse, Shackleton concordou, por uma carta a Scott de 17 de Maio de 1907, em trabalhar a leste do meridiano 170° W e, assim, evitar trabalhar em toda a zona do Discovery. Foi uma promessa que, contudo, não pode cumprir dado não ter conseguido encontrar um local para ancorar o navio e desembarcar em segurança; a alternativa seria regressar a casa; estabeleceu a sua base em Cabo Royds, perto da do Discovery. Por este facto, Shackleton foi fortemente criticado pelo lobby britânico ligado à exploração polar, naquela época. Entre os modernos escritores polares, Ranulph Fiennes vê as ações de Shackleton como um ponto de honra técnico, mas acrescenta: "Pessoalmente creio que Shackleton era honesto, mas as circunstâncias forçaram o seu desembarque em McMurdo, para seu desagrado". O historiador polar Beau Riffenburgh afirma que a promessa feita a Scott "nunca deveria ter sido feita, eticamente", e compara a intransigência de Scott, sobre este assunto, com a atitude generosa do explorador norueguês Fridtjof Nansen, que aconselhou, de forma livre, todos os seus potenciais rivais, e não só.

### Casamento
Scott, devido à sua fama ganha com o Discovery, entrou para a sociedade eduardiana, e acabou por conhecer Kathleen Bruce no início de 1907, num almoço privado. Ela era uma escultora, socialite e cosmopolita que tinha estudado com Auguste Rodin e o seu círculo social incluía Isadora Duncan, Pablo Picasso e Aleister Crowley. O seu primeiro encontro com Scott foi breve, mas quando se encontraram mais tarde nesse ano, a atração entre ambos era evidente. Seguiu-se um cortejamento, mas Scott não era o único pretendente — o seu principal rival era o futuro escritor Gilbert Cannan — e as suas longas estadias no mar, não o ajudavam. No entanto, a persistência de Scott foi recompensada, e, a 2 de setembro de 1908, na Chapel Royal, do Palácio de Hampton Court, casaram-se. O seu único filho, Peter Markham Scott, nasceu no dia 14 de setembro de 1909.
Entretanto, Scott tinha anunciado o seu plano para uma segunda expedição à Antártida. Shackleton tinha regressado, e por pouco que não atingia o Polo, o que deu um novo ânimo a Scott. A 24 de março de 1909, aceitou a nomeação, feita pelo Almirantado, para assistente naval do Second Sea Lord, que o colocou, convenientemente, em Londres. Em dezembro, obteve uma dispensa, a receber meio salário, para assumir o comando da Expedição Antártica Britânica de 1910, conhecida como Expedição Terra Nova (designação com origem no nome do seu navio, Terra Nova).

## ExpediçãoTerra Nova, 1910-1912

### Preparativos
A RSG desejava que esta expedição fosse "em primeiro lugar, científica, com a exploração e o Polo como objetivos secundários", mas, contrariamente à Expedição Discovery, nem eles [RSG] nem a Royal Society eram os responsáveis por este projeto. No seu plano para esta expedição, Scott dizia que o seu "principal objetivo é alcançar o Polo Sul, e garantir para o Império Britânico a honra desta conquista". Scott tinha sido, tal como Markham afirmara, "mordido pela mania do Polo".
Scott não sabia que iria estar numa corrida até receber um telegrama de Amundsen em Melbourne, em outubro de 1910. Antes deste facto, ele organizou a expedição de acordo com as suas próprias preferências, sem as limitações da comissão conjunta. Em relação ao tipo de transporte, decidiu que a utilização de cães seriam mais um elemento numa complexa estratégia que também envolvia cavalos e trenós motorizados, e muita tração humana. Scott não tinha experiência em cavalos, mas já que eles tinham sido bastante úteis a Shackleton, também os iria utilizar. O especialista em cães, Cecil Meares, ia para a Sibéria para escolher os cães, e Scott deu-lhe ordens para que, enquanto lá estivesse, adquirisse também, póneis da Manchúria. Meares não era experiente em cavalos, e os póneis que escolheria eram de fraca qualidade, e pouco adequados a longos períodos de trabalho na Antártida. Entretanto, Scott passou algum tempo em França e na Noruega a testar trenós motorizados, e recrutou Bernard Day, da expedição de Shackleton, para técnico de motores.

### Primeiro ano

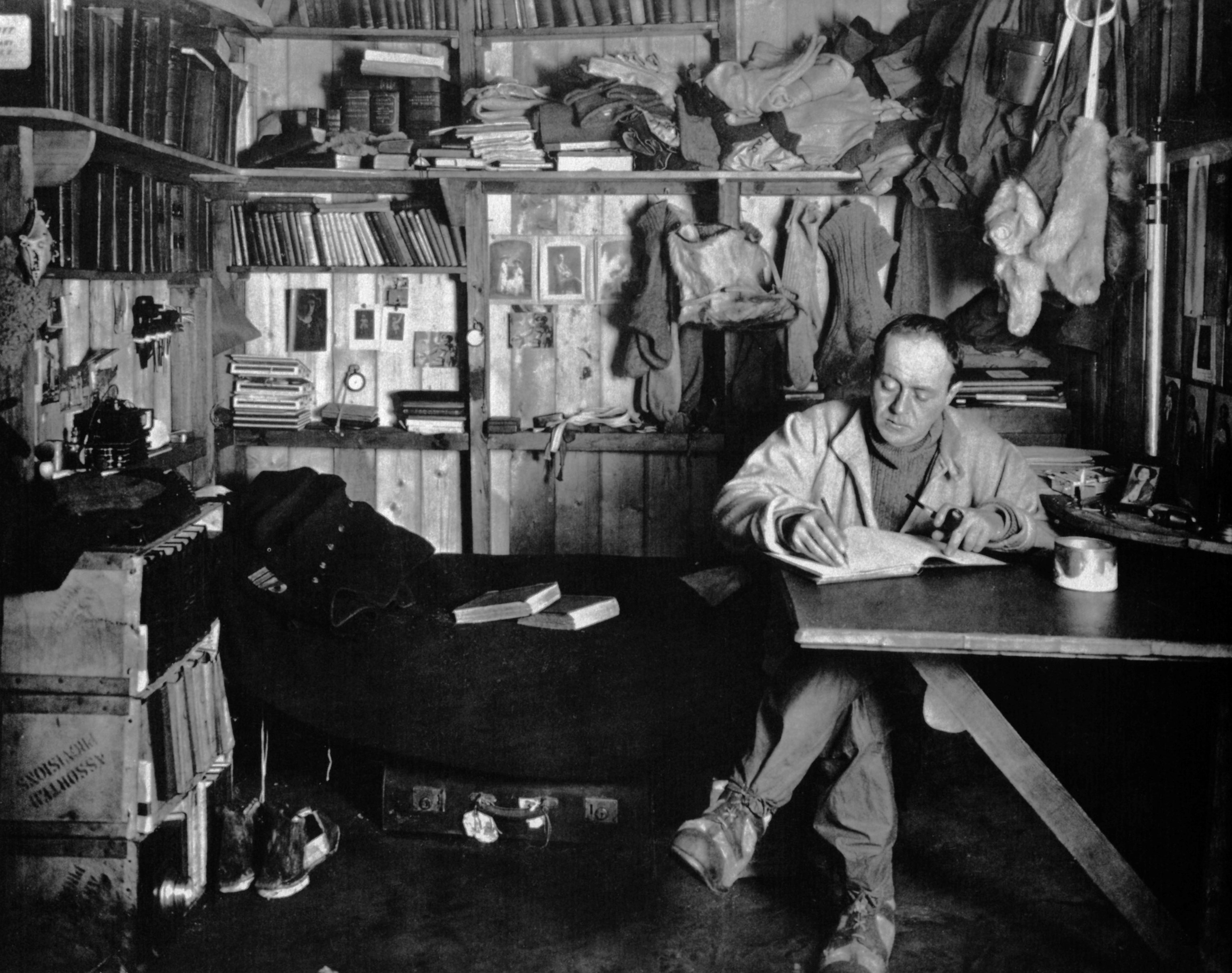
Scott, a escrever o seu diário na cabana de Cabo Evans, inverno de 1911

Logo desde início, a expedição passou por alguns problemas que prejudicaram o trabalho da primeira estação, e comprometeram os preparativos para a marcha principal ao polo. Na viagem desde a Nova Zelândia para a Antártida, o Terra Nova ficou preso no gelo durante vinte dias, muito mais tempo do que outros navios já tinham passado, o que significou um atraso na chegada no início da estação, e menos tempo de trabalho preparatório, antes da chegada do inverno antártico. Um dos trenós motorizados caiu no gelo do mar quando estava a ser descarregado do navio. As más condições atmosféricas e os fracos, e pouco protegidos, póneis, influenciaram a primeira fase de instalação dos depósitos; assim, o Depósito One Ton foi instalado a 56 km a norte do local planeado, 80° S. Lawrence Oates, responsável pelos póneis, aconselhou Scott a matar os póneis para arranjar comida e a avançar o depósito para a latitude 80° S, mas Scott recusou a ideia. Oates terá dito a Scott, "Sr., receio que se irá arrepender de não seguir o meu conselho". Seis póneis morreram durante esta viagem, tanto devido ao frio, ou porque atrasavam a progressão do grupo e tiveram que ser abatidos. No seu regresso à base, a expedição soube da presença de Amundsen, acampado com a sua equipa, e um largo contingente de cães, na baía das Baleias, a 320 km a leste.
Scott recusou-se a alterar os seus planos e calendário da expedição para fazer face à presença de Amundsen: "A atitude mais correta, e mais adequada, é procedermos como se isto não tivesse acontecido". Embora reconhecendo que a base norueguesa estava mais próxima do polo, e que a sua experiência com a tração animal (cães) era formidável, Scott tinha a vantagem de viajar por uma rota conhecida, já experimentada por Shackleton. Durante o inverno de 1911, a sua confiança aumentou; a 2 de agosto, depois do regresso de um grupo de três homens da sua jornada de inverno ao cabo Crozier, Scott escreveu, "Sinto que estamos próximo da perfeição de acordo com a nossa experiência".

### Viagem até ao Polo
Scott transmitiu os seus planos para a viagem até ao sul a toda a equipa terrestre, mas deixou em aberto a composição do grupo que faria a marcha até ao fim. Onze dias antes das equipas de Scott partirem para o Polo, Scott instruiu Meares com as seguintes ordens escritas, em Cabo Evans, no dia 20 de outubro de 1911, para garantir o rápido regresso de Scott do polo com os cães:
 Por volta da terceira semana do mês de Fevereiro, gostaria que começasse a sua terceira viagem ao Sul, com o objetivo de apressar o regresso da terceira unidade [o grupo polar] dando-lhes a oportunidade de apanharem o navio. A data da sua partida deve depender das informações trazidas pelas unidades de regresso, o nível de provisões do depósito dos cães que conseguiram deixar em One Ton Camp, o estado dos cães, etc.... Atualmente, o local de encontro deverá ser a 1 de Março, na latitude 82 ou 82,30 

A marcha para sul começou a 1 de novembro de 1911, constituída por um conjunto misto de meios de transporte (motores, cães, cavalos), com trenós carregados, viajando afastados uns dos outros a distâncias diferentes, preparados para dar apoio a um grupo de quatro homens que faria a marcha final para o Polo. À medida que as diferentes equipas de apoio iam ficando para trás, o grupo do sul ia ficando reduzindo no seu tamanho. Scott lembrou a Atkinson, que regressava,  a ordem "de levar duas equipas de cães para sul no caso de Meares ter de regressar a casa, como seria provável". No dia 4 de janeiro de 1912, os dois últimos grupos de quatro homens chegaram à latitude 87° 34′ S. Scott anunciou a sua decisão: cinco homens (Scott, Edward Wilson, Henry Bowers, Lawrence Oates e Edgar Evans) seguiriam em frente, enquanto os outros três (Teddy Evans, William Lashly e Tom Crean) regressariam. O grupo principal continuou, chegando ao Polo Sul no dia 17 de janeiro de 1912, apenas para constatar que Amundsen os tinha precedido cinco semanas antes. A dor de Scott ficou registada no seu diário: "O pior aconteceu"; "Todos os sonhos se foram"; "Meu Deus! Que lugar horrível! É demasiado desanimador ter sofrido tanto para chegar e não ser recompensado com a glória que dá a primazia".

### Última marcha

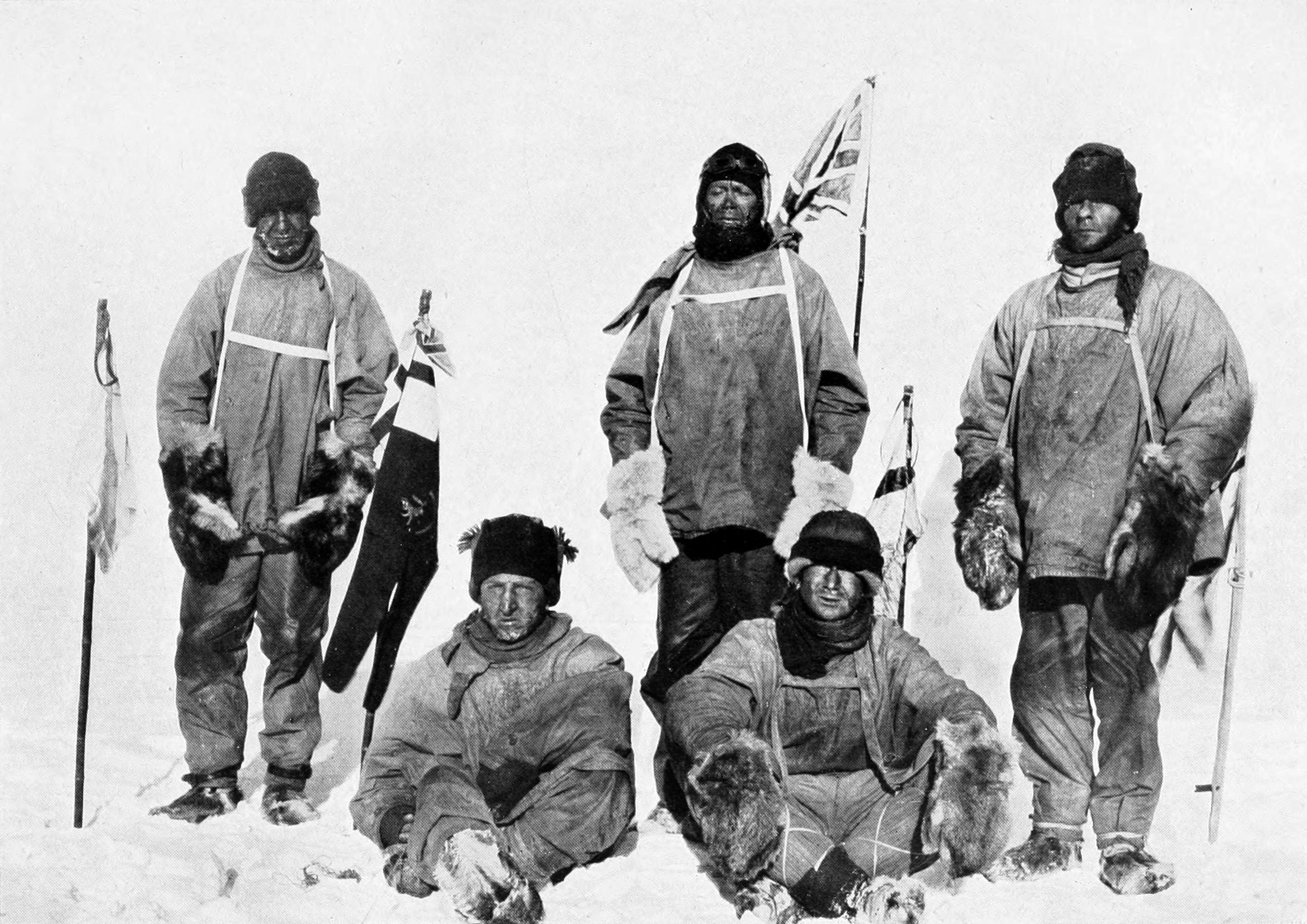
Fotografia do grupo de Scott, tirada com um fio, em 17 de Janeiro de 1912, no dia seguinte a terem descoberto que Amundsen tinha chegado ao Polo Sul primeiro que eles..

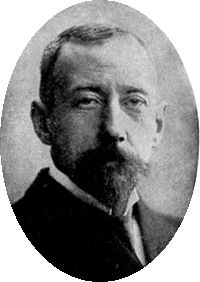
Roald Amundsen

O grupo começou o seu trajeto de regresso – 1 300 km – a 19 de janeiro. "Receio que a viagem de regresso vá ser extremamente cansativa e monótona", escreveu Scott no dia seguinte. No entanto, o grupo conseguiu progredir de forma rápida, apesar do mau tempo, e terminaram de atravessar o Planalto Polar, numa extensão de 500 km, a 7 de fevereiro. Nos dias seguintes, durante a descida dos 160 km do Glaciar Beardmore, o estado físico de Edgar Evans começou a deteriorar-se, o qual Scott já tinha começado a notar ainda antes em 23 de janeiro. Uma queda a 4 de fevereiro, deixou Evans "lento e incapaz", e, a 17 de fevereiro, depois de mais uma queda, acabou por morrer perto do sopé do glaciar.
Entretanto, em Cabo Evans, o Terra Nova chegou no início de fevereiro, e Atkinson decidiu descarregar as provisões do navio e os seus homens, em vez de ir para sul, com os cães, para se encontrar com Scott, tal como ordenado. Quando, por fim, Atkinson partiu para sul, conforme planeado com Scott, Edward ("Teddy") Evans ficou doente com escorbuto, a precisar de atenção médica urgente. Assim, Atkinson tentou enviar o navegador Wright ao sul para se encontrar com Scott, mas o responsável pela meteorologia, Simpson, disse que precisava dele para o trabalho científico. Atkinson decidiu, então, enviar Cherry-Garrard a 25 de fevereiro, que não tinha experiência em navegação, até ao depósito One Ton (próximo do Monte Erebus), cancelando, desta forma, as ordens de Scott para se encontrar com ele a uma latitude de 82 ou 82,30 no dia 1 de março.
Com 670 km ainda por percorrer através da Plataforma de gelo Ross, o grupo de Scott viu o seu estado físico e psicológico a deteriorar-se, devido ao mau tempo, queimaduras pelo frio,cegueira da neve, fome e cansaço extremo, e sem sinal da equipa de cães. A 16 de Março, Oates, cuja saúde se tinha agravado devido a um antigo ferimento de guerra, mal conseguia andar, saiu por vontade própria da tenda. Scott escreveu que as últimas palavras de Oates: "Vou sair e talvez esteja algum tempo fora".
Depois de mais 32 km, os três homens restantes acamparam pela última vez a 19 de março, a 18 km do depósito One Ton, mas 38 km para além do local planeado para este depósito. No dia seguinte, uma forte tempestade impediu-os de prosseguir. Nos nove dias seguintes, à medida que iam ficando sem provisões, com os dedos gelados, pouca luz e tempestades fora da tenda, Scott escreveu as suas últimas palavras, embora tenha desistido de escrever depois do dia 23 de março. No dia 29 de março, a última entrada no seu diário diz: "Última entrada. Pelo amor de Deus, cuidem pelos nossos". Escreveu cartas para as mães de Wilson e Bowers, para várias individualidades, incluindo o seu antigo comandante Sir George Egerton, à sua própria mãe e à sua mulher. Também escreveu a sua "Mensagem ao Público ", uma defesa da organização e conduta da expedição, em que a falha do grupo era atribuída às condições atmosféricas e à falta de sorte, mas que terminava com palavras inspiradoras:
 Corremos riscos, mas sabíamos que o íamos fazer; enfrentámos muitas adversidades e, portanto, não temos razões para nos queixarmos, mas sim para nos curvar perante a Providência, determinados a fazer o nosso melhor até ao fim  ... Se tivéssemos sobrevivido, teria uma história para contar sobre a audácia, resistência e coragem dos meus companheiros, que teria mexido com o coração de todos os Ingleses. Estas notas grosseiras e os nossos cadáveres, tem de contar a história, mas de certeza, com certeza, um grande país como o nosso verá que aqueles que dependem de nós estão devidamente preparados.

Presume-se que Scott tenha morrido no dia 29 de março de 1912, ou um dia mais tarde. A posição dos corpos na tenda, quando foi descoberta oito meses depois, sugere que Scott terá sido o último a morrer.

## Reputação

### Glorificação
Os corpos de Scott e dos seus companheiros foram descobertos por uma equipa de resgate no dia 12 de novembro de 1912, juntamente com os seus diários. O seu último acampamento serviu de sepultura; por cima da tenda foi colocado um monte de neve e uma cruz.  Em Janeiro do ano seguinte, antes de o Terra Nova regressar a casa, os carpinteiros do navio construíram uma cruz onde inscreveram os nomes da equipa desaparecida, e uma passagem do poema de Alfred Tennyson, Ulysses - "Lutar, buscar, achar e não se render" -, e foi erigida como memorial permanente em Observation Hill, virada para Hut Point.
O mundo foi informado da tragédia quando o Terra Nova chegou a Oamaru, Nova Zelândia, a 10 de fevereiro de 1913. Em poucos dias, Scott tornou-se um ícone nacional. Um espírito nacionalista floresceu; o London Evening News pediu que a história da expedição fosse contada nas escolas, por todo o país, para coincidir com o serviço fúnebre na Catedral de São Paulo, a 14 de fevereiro. Robert Baden-Powell, fundador da Associação de Escuteiros, perguntou: "Estarão os Britânicos a decair? Não! ... Ainda há coragem e vontade nos britânicos, apesar de tudo. O capitão Scott e o capitão Oates mostraram-nos isso". A pequena Mary Steel, de onze anos de idade, escreveu um poema que terminava com:
 Apesar de nada mais do que uma simples cruz 
 Que agora assinala o túmulo daqueles heróis, 
 Os seus nomes para sempre viverão! 
 Ó Inglaterra, Terra dos Bravos!

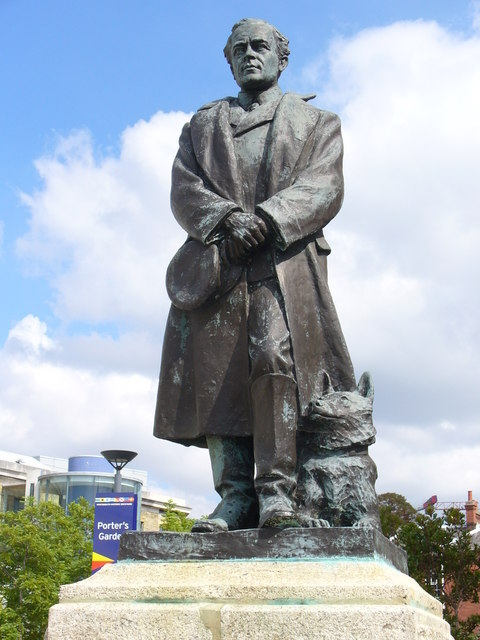
Estátua de Scott em Portsmouth Historic Dockyard, esculpida pela sua viúva, Kathleen Scott.

Os sobreviventes da expedição foram homenageados no seu regresso, com medalhas polares e promoções para o pessoal da Marinha. Em lugar do título de cavaleiro que o seu marido teria recebido caso fosse vivo, Kathleen Scott recebeu o título e precedência de uma viúva de um Cavaleiro-Comandante da Ordem do Banho. Em 1922, casou-se com Edward Hilton Young, mais tarde Lorde Kennet (ela passou a ser Lady Kennet), e permaneceu uma acérrima defensora da reputação de Scott até à sua morte, aos 69 anos, em 1947.
Um artigo no The Times, relatando os enormes tributos dados a Scott na imprensa de Nova Iorque, referia que, tanto Amundsen como Shackleton, estavam "[impressionados] por saber que um desastre destes podia deitar por terra uma organização bem organizada". Quando soube dos detalhes da morte de Scott, Amundsen terá dito: "Renunciaria  de bom grado a qualquer honra ou dinheiro se assim pudesse ter salvo Scott da sua terrível morte". Scott era um homem com jeito para escrever, melhor que Amundsen, e a história que foi contada para o mundo inteiro era a sua, fazendo com que a vitória deste último passasse para segundo plano aos olhos de muitos. Mesmo antes da morte de Scott ser conhecida, Amundsen tinha sido alvo de ofensas, entre as quais uma que ele considerava ter sido um "brinde jocoso"' por parte do presidente da RSG, Lord Curzon: num encontro que, supostamente, seria para homenagear o vitorioso, Curzon pediu "um brinde aos três cães". De acordo com Huntford, este incidente fez com que Amundsen recusasse ser membro honorário da RSG.
A resposta aos apelos feitos por Scott em nome de todos os dependentes daqueles que morreram foi enorme, em relação aos valores daquela época. O The Mansion House Scott Memorial Fund conseguiu reunir cerca de 75 000 libras (valor de 2009: cerca de 5,5 milhões de libras). Este montante foi distribuído de maneira diferente; a mulher de Scott, o seu filho e irmãs, receberam 18 000 libras (1,3 milhões de libras em 2009). A viúva de Wilson recebeu 8 500 libras (2009: 600 000) libras) e a mãe de Bowers 4 500 libras (em 2009: 330 000 libras). A mulher de Edgar Evans, filhos e mãe, receberam 1 500 libras (em 2009: 109 000 libras) entre todos.
Nos 12 anos seguintes à expedição, foram construídos mais de 30 monumentos e memoriais no Reino Unido. Aqueles iam de simples lembranças (a bandeira do trenó de Scott, na Catedral de Exeter) à fundação da Instituto de Pesquisa Polar Scott, em Cambridge. Muitos outros foram erigidos em várias partes do mundo, incluindo uma estátua de Scott, esculpida pela sua mulher, na Nova Zelândia, em Christchurch.
Passados mais de cem anos de tempestades e neve, taparam a cruz e a tenda onde Scott e os seus companheiros morreram, na Plataforma de gelo Ross. Em 2001, o glaciólogo Charles R. Bentley estimou que o local estaria a 23 m de profundidade, e a cerca de 48 km do ponto onde pereceram; ele especulou que dentro de 275 anos, os corpos chegarão ao mar de Ross e, talvez, flutuem pelo mar num icebergue.

### Reação atual
A reputação de Scott durou até depois da Segunda Guerra Mundial, para além do 50.º aniversário da sua morte. Em 1966, Reginald Pound, o primeiro biógrafo a ter acesso aos diários de Scott, revelou falhas pessoais que vieram dar uma nova luz sobre si, embora Pound tenha continuado a valorizar o seu heroísmo, escrevendo sobre "a [sua] extraordinária sanidade que não seria vencida". Na década seguinte, surgiram outros livros, cada um deles dando uma nova perspectiva sobre Scott. O mais crítico foi Scott's Men (1977) de David Thomson; na opinião de Thomson, Scott não era um grande homem, "pelo menos até perto do fim"; o seu planeamento é descrito como "casual" e "com falhas", a sua liderança é caracterizada pela falta de antecipação. Deste modo, no final da década de 1970, segundo Jones, "a complexa personalidade de Scott foi revelada e os seus métodos questionados".

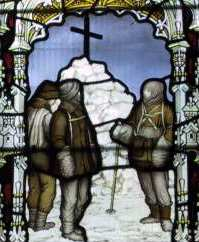
Janela com um memorial na Igreja de Binton, Warwickshire (um dos quatro painéis). Este retrata o marco sobre o túmulo no local da tenda de Scott.

Em 1979, surgiu o ataque mais forte a Scott, na biografia Scott and Amundsen de Roland Huntford, na qual Scott é retratado como "um herói trapalhão". A tese de Huntford teve um impacto imediato, tornando-se o novo paradigma. Mesmo o heroísmo de Scott face à morte, é posto em causa; Huntford vê a Mensagem ao Público de Scott como enganadora e auto-justificativa, vinda de um homem, que liderou os seus homens para a morte. Depois do livro de Huntford, fazer desacreditar Scott tornou-se algo habitual; Francis Spufford, numa história de 1996, não totalmente contra Scott, refere-se a "evidências claras de erros grosseiros", concluindo que "Scott condenou os seus companheiros [a um destino trágico], e depois escondeu os seus atos com retórica". O escritor de viagens Paul Theroux, descreveu Scott como "confuso e desmoralizado ... um enigma para os seus homens, pouco preparado e trapalhão". Este declínio na reputação de Scott, foi acompanhado por um ascendente do seu anterior rival, Shackleton, de início nos Estados Unidos, e depois no Reino Unido. Um inquérito nacional realizado em 2002, no Reino Unido, para descobrir os "100 Greatest Britons", mostrou Shackleton em 11.º lugar e Scott em 54.º.
Os primeiros anos do século XXI, no entanto, viram uma mudança, favorável, da imagem de Scott, mudança esta caracterizada pela historiadora Stephanie Barczewski como "uma revisão da visão revisionista". O livro de 2001 da meteoróloga Susan Solomon, The Coldest March, liga o destino de Scott, e do seu grupo, às condições atmosféricas, extraordinariamente adversas, sentidas na Barreira em Fevereiro e Março de 1912, em vez  de falhas pessoais ou da organização, embora Solomon aceite algumas das críticas feitas a Scott. Em 2004, o explorador polar Sir Ranulph Fiennes publicou uma biografia a qual defendia, de forma muito significativa, Scott, e refutava a visão de Huntford; o livro é dedicado "Às famílias dos Mortos Difamados". Mais tarde, Fiennes seria criticado pelo revisor de outro livro pela natureza pessoal dos seus ataques a Huntford, e pela sua aparente presunção de que a sua experiência pessoal como explorador polar lhe dava uma autoridade única.
Em 2005, David Crane publicou uma nova biografia de Scott a qual, de acordo com Barczewski, apresenta uma análise de Scott "livre do peso de anteriores interpretações". O que aconteceu à reputação de Scott, argumenta Crane, tem origem nas mudanças sofridas pelo mundo desde que o mito foi criado: "Não é que o vejamos de forma diferente deles [os seus contemporâneos], apenas o vemos sempre igual, e não gostamos". A maior conquista de Crane, segundo Barczewski, é a reposição do lado humano de Scott, "de maneira muito mais eficaz do que a frieza de Fiennes ou os dados científicos de  Solomon". O colunista do Daily Telegraph, Jasper Rees, comparando as mudanças de opinião dos diferentes exploradores "nas atuais condições atmosféricas da Antártida, Scott está a disfrutar de um maravilhoso sol em 25 anos". O New York Times Book Review foi mais crítico, sublinhando o apoio de Crane às pretensões desacreditadas de Scott sobre as circunstâncias da libertação do Discovery do gelo, e conclui: "Apesar dos muitos atrativos do seu livro, David Crane não dá respostas que, de forma convincente, ilibem Scott de uma significativa quota-parte de responsabilidade da sua morte". Em 2012, Karen May publicou a sua descoberta de que Scott deu ordens por escrito antes da sua marcha para o polo, a Meares, para se encontrar com o grupo de regresso, com equipas de cães, contradizendo o argumento de Huntford o qual afirmava que Scott tinha dado aquelas importantes instruções apenas de forma oral, a Evans, durante a marcha para o Polo. Esta contradição manteve toda uma nova geração de académicos, desde 1979, com a impressão de que Scott tinha deixado os seus subordinados na base sem saberem das suas intenções, e que, consequentemente, não foram capazes de utilizar os cães numa tentativa consertada de apoiar o grupo polar de regresso, quando foi necessário.

### Livros
- Amundsen, Roald (1976) [1912]. The South Pole. London: C. Hurst & Company. ISBN 978-0-903983-47-1
- Barczewski, Stephanie (2007). Antarctic Destinies: Scott, Shackleton and the Changing Face of Heroism. London: Hembledon Continuum. ISBN 978-1-84725-192-3
- Cacho Gómez, Javier (2011). Amundsen-Scott: duelo en la Antártida. Madrid: Fórcola. ISBN 978-8-41517-431-8
- Cherry-Garrard, Apsley (1970). The Worst Journey in the World: Antarctic 1910–13 1965 ed. Harmondsworth, Middlesex (UK): Penguin Travel Library. ISBN 978-0-14-009501-2. OCLC 16589938
- Crane, David (2005). Scott of the Antarctic: A Life of Courage, and Tragedy in the Extreme South. London: HarperCollins. ISBN 978-0-00-715068-7. OCLC 60793758
- Fiennes, Ranulph (2003). Captain Scott. London: Hodder & Stoughton. ISBN 978-0-340-82697-3. OCLC 52695234
- Huntford, Roland (1985). The Last Place on Earth. London: Pan Books. ISBN 978-0-330-28816-3. OCLC 12976972
- Huntford, Roland (1985). Shackleton. London: Hodder & Stoughton. ISBN 978-0-340-25007-5. OCLC 13108800
- Huxley, Leonard, ed. (1913). Scott's Last Expedition, Volume I: Being the Journals of Captain R.F. Scott, R.N., C.V.O. London: Smith, Elder & Co. OCLC 1522514
- Huxley, Leonard, ed. (1913). Scott's Last Expedition, Volume II: Being the reports of the journeys and the scientific work undertaken by Dr. E.A. Wilson and the surviving members of the expedition. London: Smith, Elder & Co. OCLC 1522514
- Jones, Max (2003). The Last Great Quest: Captain Scott's Antarctic Sacrifice. Oxford (UK): Oxford University Press. ISBN 978-0-19-280483-9. OCLC 59303598
- National Geographic - Portugal, Edição Especial (2012). A Conquista do Pólo Sul - Um século de exploração na Antárctida. Lisboa: National Geographic Society
- Pound, Reginald (1966). Scott of the Antarctic. London: Cassell & Company
- Preston, Diana (1999). A First Rate Tragedy: Captain Scott's Antarctic Expeditions paperback ed. London: Constable. ISBN 978-0-09-479530-3. OCLC 59395617
- Riffenburgh, Beau (2005). Nimrod: Ernest Shackleton and the Extraordinary Story of the 1907–09 British Antarctic Expedition paperback ed. London: Bloomsbury Publishing. ISBN 978-0-7475-7253-4. OCLC 56659120
- Scott, Robert Falcon (1905). The Voyage of the Discovery. London: Nelson
- Solomon, Susan (2001). The Coldest March: Scott's Fatal Antarctic Expedition. London: Yale University Press. ISBN 978-0-300-08967-7. OCLC 45661501
- Spufford, Francis (1997). I May Be Some Time: Ice and the English Imagination paperback ed. London: Faber & Faber. ISBN 978-0-571-17951-0. OCLC 41314703
- Thomson, David (1977). Scott's Men. London: Allen Lane. ISBN 978-0-7139-1034-6

### Online
- Dore, Jonathan (3 de Dezembro de 2006). «Crucible of Ice». The New York Times. Consultado em 14 de outubro de 2011
- «Five Ways to Compute the Relative Value of a UK Pound Amount, 1830 to Present». MeasuringWorth. Consultado em 14 de outubro de 2011
- Mustain, Andrea (17 de Agosto de 2012). «Wreckage of Doomed Explorer's Famed Ship Terra Nova Located». NBC News. Consultado em 27 de Setembro de 2012
- «Captain Scott - Antarctic Explorer, covered in snow once more». Portsmouth Historic Dockyard. 25 de Janeiro de 2010. Consultado em 23 de Julho de 2013. Arquivado do original em 22 de fevereiro de 2014
- Rees, Jasper (19 de Dezembro de 2004). «Ice in our Hearts». Daily Telegraph. Londres. Consultado em 14 de outubro de 2011
- «Captain Scott Memorial». New Zealand Historic Places Trust. Consultado em 14 de outubro de 2011
- Williams, Jack (16 de Janeiro de 2001). «Heroic age still lives in Antarctica». USA Today. Consultado em 24 de Fevereiro de 2011